# Томас Міфлін
Томас Міфлін (англ. Thomas Mifflin) (10 січня 1744—20 січня 1800)
Квакер із Пенсільванії, син заможного крамаря і політика.
Навчався у Філадельфії, але до закінчення коледжу зайнявся бізнесом.
Брав участь у політиці, наборі війська і сам служив у Континентальній армії (був виключений за це з квакерської церкви).
Обирався до конгресу штату і Континентального конгресу.
Відвідував засідання Філадельфійського конвенту, але не брав слова. Потім знов обирався до конгресу Пенсільванії, 10 років був губернатором штату (1790—1799).